# Јевтимије Аврамовић
Јевтимије Аврамовић (Панчево, 1. мај 1823 — Београд, 14. јун 1889) био је српски педагог и начелник Министарства спољних послова.
Аврамовић је педагог самоук са добрим знањем грчког језика. Био је професор "јелино-грчког" језика Прве београдске гимназије од 1854. године као и професор Трговачке школе у Београду.
Објавио је неколико наслова књига, попут Ѓраматика новогрчког језика (такође и засебну граматику старогрчког језика). Заједно са Георгијем Киридисом објавио је 1845. године књигу Руководство к брзом и лаком наученију греческог и србског језика. Превео је 1862. године са грчког на српски језик, дело Икономија од Ксенофонта. А са немачког превео 1846. године наслов: Златна зрна за младе и старе оба пола. Сарађивао је као публициста редовно у београдском листу Подунавка, 1856. године био је његов привремени уредник. Помагао је пред смрт Сими Милутиновићу Сарајлији, код сређивања рукописа.
Од 13. јануара 1857. године постаје редован члан Друштва српске словесности. У овом друштву је био благајник од 1861. до 1862. године, као и секретар током 1862. године.
Од 29. јула 1864. године је почасни члан Српског ученог друштва. Објављивао је вредне историографске радове у Гласник-у тог друштва.
По државном шематизму Кнежевине Србије за 1876. годину Аврамовић је у рангу секретара 1. класе у Министарству иностраних дела. Досегао је положај начелника у истом министарству.
Имао је сина Симу, политичара и књижевника, и кћери Милицу, Олгу и Љубицу Луковић (1858-1915).